# Köşklü, İyidere
Köşklü là một xã thuộc huyện İyidere, tỉnh Rize, Thổ Nhĩ Kỳ. Dân số thời điểm năm 2010 là 445 người.